# Mangyül Gungthang

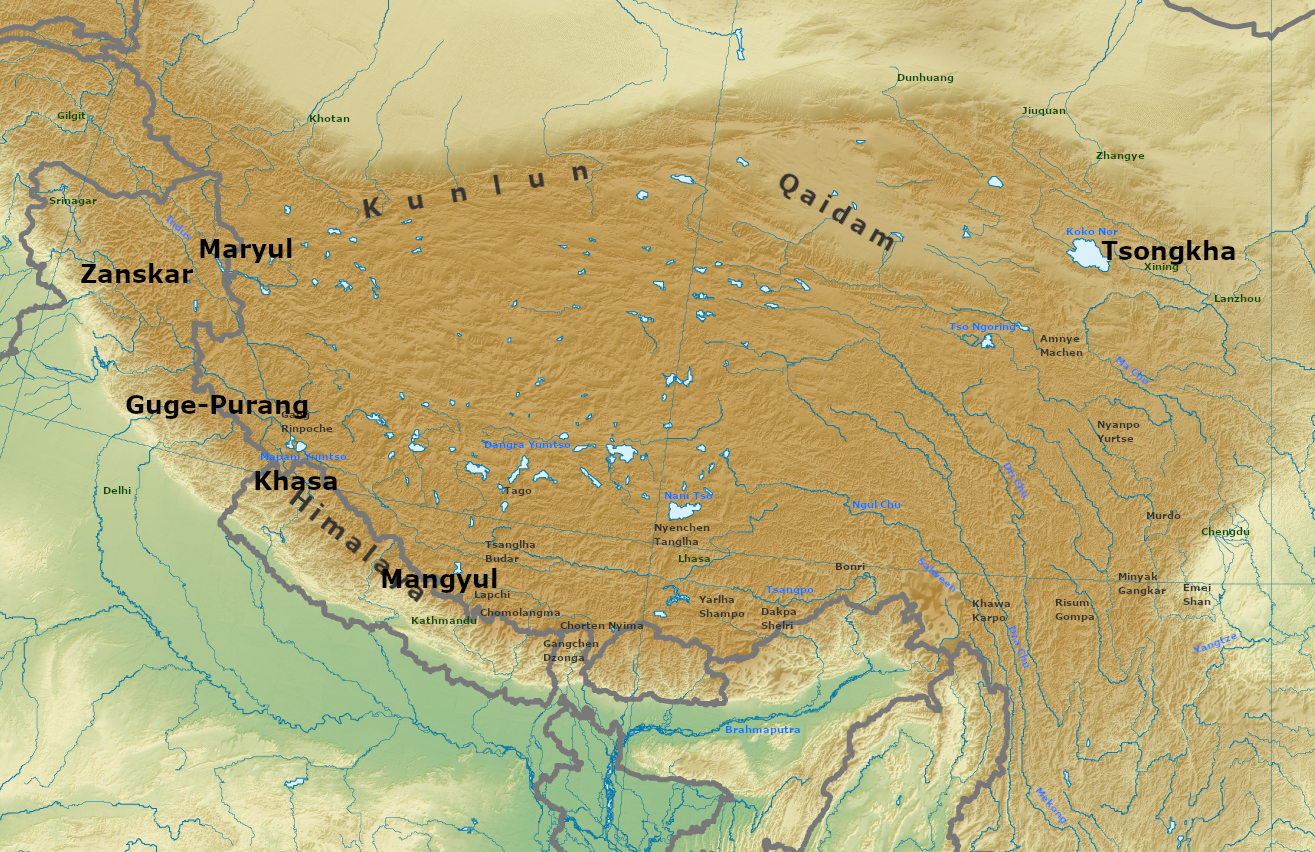
Mangyül Gungthang noté Mangyul sur une carte du plateau du Tibet pendant l'ère de la fragmentation.

Mangyül Gungthang (tibétain : མང་ཡུལ་གུང་ཐང་, Wylie : mang yul gung thang ; translittération en chinois simplifié : 芒域贡堂 ; chinois traditionnel : 芒域貢堂 ; pinyin : mángyù gòngtáng) ou Ngari Me est le nom d'un royaume tibétain, fondé en 1265 dans la partie inférieure du Ngari dans le sud-ouest du Tibet. Ce royaume était sous la juridiction de Sakya, mis au pouvoir par les Mongols, principalement sous la dynastie Yuan et l'impulsion de Kubilai Khan. Ce petit royaume fut l'une des treize myriarchies — districts administratifs de dix mille familles chacun — de 1268 à 1287. Les rois de Gungthang ont régné sur ce royaume de 1265 à 1620.
Dzongkar (forteresse blanche) est le nom du château des rois de Mangyül Gungthang.
Le mangyül, aire entre le Tibet et le Népal, apparaît dans les « Annales bleues » (publié en 1476), principalement comme un lieu ou les gens passent entre les deux pays ,.
Selnang (tibétain : གསལ་སྣང, Wylie : gsal snang, IXe siècle) y est nommé « maître du palais ». Son domaine dans le Mangyül sert de place pour protéger la statue de Jowo, jusqu'à ce que Padmasambhava arrive à surpasser les forces antagonistes au Tibet central et qu'elle puisse alors retourner au temple de Trülnang (Roerich, 44).

## Personnalités liées
- Chokyi Dronma